# Докторов, Александр Петрович
Александр Петрович Докторов (1854 — не ранее 1911) — деятель профессионально-технического образования в России, директор Московского промышленного училища.

## Биография
Родился 16 (28) февраля 1854 года.
В 1876 году окончил физико-математический факультет Императорского Московского университета, а в 1880 — с отличием курс в Императорском техническом училище, получил звание инженера-механика. С 1 августа был определён в Муромское реальное училище — учителем VIII дополнительного класса и преподавателем механики и черчения.
С 1 июля 1890 года был утверждён директором Брянского низшего механического училища, которое в 1899 году было преобразовано в среднее семиклассное училище; 1 июля 1899 года его директором был назначен А. П. Докторов.
С 27 марта 1901 года он занял должность окружного инспектора Московского учебного округа, а 6 ноября 1902 года приказом № 91 МУ был назначен директором Московского промышленного училища; срок его службы на должности директора дважды продлевался. С 1903 года он был также попечителем в Московском городском ремесленном училище им. Шелапутина.
Помимо обязанностей директора Московского промышленного училища до выхода на пенсию состоял в Комиссии Министерства народного просвещения по развитию промышленного образования. В феврале 1902 года был командирован в Санкт-Петербург для участия в трудах Комиссии — «для определения дальнейшего плана на насаждение в Империи промышленного образования и для обсуждения вопроса о реорганизации средних и низших технических училищ». Источники свидетельствуют, что Докторов стал инициатором открытия профессиональных школ низших типов в районах Москвы, примыкавших к Промышленному училищу — Пресненском и Сущевском, население которых принадлежало в основном к мещанскому и крестьянскому сословиям. Там были учреждены одно ремесленное училище и около пяти низших ремесленных школ по слесарному, токарному, кузнечному, гончарному делу и другим специальностям. Уделял он внимание и распространению женских профессиональных школ «со специальностями, входящими в сферу труда, свойственного женщинам».
В 1902 году он командировал своего помощника В. П. Пантелеева в Казань, Иваново-Вознесенск и Кострому для ознакомления с химико-технологическими училищами и постановкой в них учебного дела с целью использования их опыта «для оборудования химического отделения в МПУ».  В личном деле директора Докторова, хранящемся в Центральном историческом архиве Москвы, имеется обширная переписка с директорами училищ с благодарностями за помощь в организации учебного процесса с учётом их опыта.
При Докторове в Московском промышленном училище было введено преподавание нового предмета «металлургия». Обсуждались программы по техно-химическим материалам, по химической технологии, физике. В протоколах педагогического совета, хранящихся в архиве, имеются подробные обоснования необходимости введения этих дисциплин в курс обучения.
С 1 января 1902 года состоял в чине действительного статского советника; был награждён орденами Св. Станислава 2-й ст. и Св. Анны 2-й ст., Св. Владимира 4-й ст. (1905) и 3-й ст. (1910).
С 8 июня 1911 года директором Московского промышленного училища был Константин Юрьевич Зограф. Сведений об А. П. Докторове после этого нет.